# Geoff
Geoff ist eine Kurzform des englischen männlichen Vornamens Geoffrey.

## Verbreitung
Der Name wird selten im deutschsprachigen Raum gewählt. In Österreich wurde er seit 1984 nur 1 Mal vergeben. In der Schweiz tragen 4 Personen diesen Namen (Stand 2022). Geoff wurde in Schottland zwischen Mitte der 1970er bis Mitte der 1990er Jahre immer wieder gewählt, seitdem ist seine Vergabe eher sporadisch. Seine Vergabe ist auch in England, Nordirland und Irland nachgewiesen. Der Name ist in den USA relativ selten, er befand sich nur im Jahr 1962 und 1969 in den Top-1000. Auch in Kanada wird der Name seit 1980 bei der Namenswahl berücksichtigt, er ist aber ebenfalls nicht verbreitet.

## Namensträger
- Geoff Allen (* 1946), englischer Fußballspieler
- Geoff Balme (* 1957), neuseeländischer Renn- und Naturbahnrodler sowie Sportfunktionär
- Geoff Barrowcliffe (1931–2009), englischer Fußballspieler
- Geoff Bent (1932–1958), englischer Fußballspieler
- Geoff Berner (* 1971), kanadischer Sänger und Akkordeonspieler
- Geoff Billington (* 1955), britischer Springreiter
- Geoff Brabham (* 1952), australischer Autorennfahrer
- Geoff Brown (1945–1993), britischer Geologe und Vulkanologe
- Geoff Bruce (* 1953), US-amerikanischer alpiner Skirennläufer
- Geoff Bryant (* 1961), neuseeländischer Autor
- Geoff Buffum (* 1976), US-amerikanischer Footballtrainer und -spieler
- Geoff Cameron (* 1985), US-amerikanischer Fußballspieler
- Geoff Capes (1949–2024), britischer Kugelstoßer
- Geoff Castle (1949–2020), britischer Jazzmusiker
- Geoff Castellucci  (* 1980), amerikanischer Sänger, Bass der Band Voiceplay
- Geoff Courtnall (* 1962), kanadischer Eishockeyspieler
- Geoff Crammond (* 1953), britischer Spieleentwickler
- Geoff Davis (* 1958), US-amerikanischer Politiker
- Geoff Downes (* 1952), britischer Rock-Keyboarder
- Geoff Duke (1923–2015), britischer Motorradrennfahrer
- Geoff Duncan (* 1975), US-amerikanischer Politiker
- Geoff Dyer (* 1958), britischer Schriftsteller und Journalist
- Geoff Eley (* 1949), britischer Historiker
- Geoff Elliott (1931–2014), britischer Stabhochspringer und Zehnkämpfer
- Geoff Emerick (1945–2018), britischer Musikproduzent
- Geoff Foulds (1939–2025), englischer Snookerspieler und Billardfunktionär
- Geoff Gascoyne (* 1963), britischer Jazz-Bassist, Arrangeur, Komponist und Bandleader
- Geoff Hoon (* 1953), britischer Politiker
- Geoff Hurst (* 1941), englischer Fußballspieler
- Geoff Kellaway (* 1986), englisch-walisischer Fußballspieler
- Geoff Murphy (1938–2018), neuseeländischer Regisseur
- Geoff Stults (* 1977), US-amerikanischer Schauspieler
- Geoff Sullivan, Historiker und Kryptologe
- Geoff Tate (* 1959), US-amerikanischer Sänger der Band Queensrÿche
- Geoff Vanderstock (* 1946), US-amerikanischer Hürdenläufer
- Geoff Willis (* 1959), britischer Motorsport-Aerodynamiker
- Geoff Zanelli (* 1974), US-amerikanischer Filmkomponist